# Ildar Abdrazakov
Ildar Amirovici Abdrazakov (rusă Ильда́р Ами́рович Абдраза́ков; bașchiră Абдразаҡов Илдар Әмир улыАбдразаҡов Илдар Әмир улы, Abdrazaqov Ildar Ämir ulı; n. 26 septembrie 1976, Ufa, RSFS Rusă, URSS) este un cântăreț de operă bass, de etnie bașkiră.

## Primii ani de viață și cariera
Abdrazakov s-a născut în Ufa, capitala Republicii Bașkortostan (sau Republica Bașkiră) din Rusia. Fratele său mai mare, Askar Abdrazakov, este, de asemenea, un profesionist de operă bas; au interpretat împreună, mai ales la Washington National Opera. Părinții au fost și ei artiști: mama este pictor, iar tatăl său (decedat) diririjor. S-a alăturat Teatrului Bașkir de Operă și Balet, după ce a absolvit Institutul de Stat pentru Arte din Ufa. A câștigat o serie de concursuri vocale la sfârșitul anilor 1990, inclusiv la Moscova Grand Prix-ul, Concursul Internațional Vocal Glinka, Concursurile internaționale  Rimski-Korsakov și Obrazova. Câștigarea concursului Maria Callas din Parma va duce la susținerea de către Ildar Abdrazakov a recitalului de debut la opera La Scala din Milano.
În 2014 apare ca Feodor Chaliapin în film de comedie Yolki 1914.

## Recitaluri de operă și concert
Abdrazakov și-a făcut debutul la Metropolitan Opera în 2004, în Don Giovanni, sub bagheta lui James Levine și de atunci apare acolo în mod regulat. În 2008/09 este cap de afiș într-o nouă producție a operei lui Verdi, Attila, , iar în 2011 cântă în Anna Bolena cu Anna Netrebko. În sezonul 2004/05, Abdrazakov s-a alăturat lui Riccardo Muti, în concert pentru redeschiderea Teatro alla Scala și a cântat rolul lui Moise într-o producție a operei lui Rossini Moïse et Pharaon (în franceză). Producția a fost înregistrată și lansată pe CD și DVD. Cântă cu mare succes în Bărbierul din Sevilia  și în Nunta lui Figaro la Royal Opera House și, respectiv, la Metropolitan Opera.